# III (Der-W-Album)
III ist das dritte Soloalbum von Stephan Weidner, dem Kopf und Bassisten der Band Böhse Onkelz.
Es erschien am 19. Oktober 2012 als Standard- und Deluxe-Version, inklusive DVD, über das Label 3R Entertainment.

## Musikstil
Die Lieder des Albums sind insgesamt härter und rauer als auf dem Vorgänger Autonomie!. Mit Kafkas Träume, Vergissmeindoch und Mordballaden sind auch mehrere düstere Stücke enthalten.

## Covergestaltung
Das Albumcover zeigt die römische Zahl III als W angedeutet in rot, umgeben von einem Kreis mit Unterbrechungen in der gleichen Farbe. Der Hintergrund ist schwarz.

## Titelliste
| Professionelle Bewertungen | Professionelle Bewertungen |
| -------------------------- | -------------------------- |
| Kritiken                   |                            |
| Quelle                     | Bewertung                  |
| Laut                       | [ 2 ]                      |

| #  | Titel                                 | Länge |
| -- | ------------------------------------- | ----- |
| 1  | Operation Transformation              | 3:24  |
| 2  | Mordballaden                          | 4:36  |
| 3  | Herz voll Stolz                       | 4:05  |
| 4  | Kampf den Kopien                      | 3:24  |
| 5  | Vergissmeindoch                       | 4:59  |
| 6  | Pack schlägt sich, Pack verträgt sich | 3:22  |
| 7  | Kafkas Träume                         | 5:33  |
| 8  | Judas                                 | 4:26  |
| 9  | Gespräche mit dem Mond                | 4:06  |
| 10 | Lektion in Wermut                     | 3:32  |
| 11 | Lachen steckt an                      | 3:46  |
| 12 | Stirb in Schönheit                    | 4:10  |

DVD der Deluxe-Edition:
| # | Titel                                         |
| - | --------------------------------------------- |
| 1 | Operation Transformation – Video              |
| 2 | Pack schlägt sich, Pack verträgt sich – Video |
| 3 | Kafkas Träume – Video                         |

## Chartplatzierungen und Singles
Das Album stieg in der 45. Kalenderwoche des Jahres 2012 auf Platz 2 in die deutschen Charts ein und konnte sich vier Wochen in den Top 100 halten. Auch in Österreich und der Schweiz gelang für je eine Woche der Einstieg in die Charts auf Rang 25 bzw. 77.
Am 12. Oktober 2012 wurde der Song Mordballaden inklusive des nicht auf dem Album enthaltenen Stücks Bring mich heim auf iTunes zum Download veröffentlicht.
Außerdem erschien bereits am 27. September 2012 das Video zu Pack schlägt sich, Pack verträgt sich und am 19. Oktober 2012 das Video zu Operation Transformation.